# Porta Bohemica (trein)
De Porta Bohemica was een internationale trein tussen Hamburg en Praag. De trein is genoemd naar het punt waar de Elbe het Boheemse middelgebergte doorsteekt.

## EuroCity
De Porta Bohemica was een van de vier EuroCity's die op 23 mei 1993 door het Elbedal ging rijden. De EC Comenius en de EC Vindobona startten aan de noorkant in Berlijn terwijl de EC Hungaria en de EC Porta Bohemica in Hamburg startten. Door de combinatie van deze EuroCity's was er vier keer per dag per richting een EuroCity tussen Praag en Berlijn beschikbaar voor de reizigers. De Porta Bohemica passeerde Berlijn rond het middaguur in zuidelijke richting en kreeg als laatste uit Berlijn vertrekkende trein het hoogste nummer, EC 177 voor de rit naar het zuiden en EC 176 voor de rit naar het noorden. Op 27 mei 1995 volgde een inkorting van de route aan de noordkant tot Nauen en wijzigde het eindpunt in Praag van station Holesovice in Hlavi Nadrazi. Vanaf 24 mei 1998 werd weer tot Hamburg gereden en in 2001 volgde een verlenging tot Westerland. Deze verlenging werd op 15 december 2002 teruggedraaid.

### Route en dienstregeling
| EC 177 | land      | station                       | km | EC 176 |
| ------ | --------- | ----------------------------- | -- | ------ |
| 08:08  | Duitsland | Hamburg Altona                | 0  | 21:29  |
|        | Duitsland | Hamburg Dammtor               |    |        |
|        | Duitsland | Hamburg Hbf                   |    |        |
|        | Duitsland | Buchen                        |    |        |
|        | Duitsland | Ludwigslust                   |    |        |
|        | Duitsland | Wittenberge                   |    |        |
|        | Duitsland | Berlin Hbf                    |    |        |
|        | Duitsland | Elsterwerda                   |    |        |
|        | Duitsland | Dresden-Neustadt              |    |        |
|        | Duitsland | Dresden Hbf                   |    |        |
|        | Duitsland | Bad Schandau                  |    |        |
|        | Tsjechië  | Děčín hlavní nádraží          |    |        |
|        | Tsjechië  | Ústí nad Labem hlavní nádraží |    |        |
| 16:53  | Tsjechië  | Praha-Holešovice              |    | 12:35  |

Op 14 december 2003 verloren de EC treinen door het Elbedal hun namen en is de treindienst naamloos voortgezet tot 10 december 2006. Na de opening van het nieuwe Berlijnse Hauptbahnhof in 2006 vond en herschikking van de treindienst plaats. De trein tussen Hamburg en Praag reed voortaan alleen nog in noordelijke richting naar Hamburg met nummer EC 176, de rit in zuidelijke richting startte in Berlijn Gesundbrunnen en kreeg nummer EC 179. De trein tussen Praag en Berlijn, gereden met ČD materieel, kreeg hierbij de nummers EC 177 en EC 178. De naamloze voormalige Porta Bohemica verdween helemaal toen op 9 december 2007 de trein werd samengevoegd met de voormalige dienst naar Denemarken.